# El almanaque de mi padre
El Almanaque de mi Padre (父の暦 Chichi no Koyomi?) es una manga escrito e ilustrado por Jirō Taniguchi, y publicado por la editorial Shogakukan en 1994. Su primera edición en castellano se publicó en 2002 por la editorial Planeta DeAgostini, bajo el sello Biblioteca Pachinko, en tres volúmenes.
Basada en algunas experiencias personales del autor se la considera la obra de Taniguchi que mejor refleja la transformación de Japón durante la posguerra a través de la historia de una familia. La obra obtuvo el Premio Ecuménico en el Festival del Cómic de Angulema (Francia) de 2001. en 2015 el canal la nueva caretaker realizaría una entrevista con Jiro Taniguchi.

## Argumento
Desde hace muchos años Yôichi no ha vuelto a su ciudad natal y ha encontrado diversos pretextos, en su mayoría profesionales, para eludir una visita. Solo la muerte de su padre le forzará a volver pero, durante el funeral, asiste con una cierta sensación de alejamiento emocional. 
Allí se reencontrará con su pasado y rememorará su infancia en la peluquería de su padre reviviendo acontecimientos trágicos, como el incendio que asoló la ciudad en 1952 y precipitó el divorcio entre sus padres, lo que cambió por completo su vida y le produjo un profundo resentimiento hacia su progenitor. Su padre es para él un virtual desconocido, por el que no ha sentido afecto y al que ha llegado a considerar como un ser mediocre y oscuro. A través de recuerdos borrosos, de comentarios de allegados de su padre y de fotografías, el protagonista irá recomponiendo una imagen más compleja de su padre a la vez que arrojará nueva luz sobre su relación con él y con su madre.